# 日本ドライケミカル
日本ドライケミカル株式会社（にっぽんドライケミカル）は、1955年4月23日に設立された消防車両、消防用設備メーカー。

## 概要
1957年に、消火薬剤原料の重曹を供給していた旭硝子（現社名：AGC）が子会社化した。しかし、消火薬剤の原料の変化と業容の拡大から両社の関係は希薄化。
2000年にアメリカのタイコが株式公開買い付けにより買収した（現在、資本関係は解消されている）。
以前は、マルヤマエクセル向けのOEMを実施していたが現在はモリタのみになっている。
2002年10月に、イナージェンガス消火を得意としていたタイコファイヤーアンドセキュリティージャパン（旧社名：日昭林テクノス）を吸収合併した。

## 沿革
- 1955年 - 日本ドライケミカル株式会社を設立。
- 1957年 - 旭硝子と資本提携。
- 1991年 - 東京証券取引所2部上場。
- 1995年 - 東京証券取引所1部指定替え。
- 2000年 - タイコグループの完全子会社となり、上場廃止。
- 2011年6月29日 - 東京証券取引所2部再上場。
- 2012年5月14日 - 初田製作所との資本・人的提携を含めた業務提携を発表[3]。
- 2013年10月15日 - 本社を東京都港区台場に移転。
- 2013年12月20日 - 東京証券取引所1部再指定。
- 2016年2月 - 綜合警備保障と資本業務提携[4]。第三者割当増資の引受と初田製作所からの株式譲受により、綜合警備保障が筆頭株主となる[5]。
- 2016年10月1日 - 株式会社ヒューセックを吸収合併。

## 事業内容
各種消火設備、各種消火器、各種消火薬剤、各種船舶用消防設備、各種消防自動車特殊車輌の設計・製造・販売・施工・保守

## 消火器ラインナップ
- ABC粉末消火器｢PAN｣シリーズ（エコマーク認定品）
- PANアルミシリーズ(エコマーク認定品)
- 強化液消火器（中性・アルカリタイプ）
- 二酸化炭素消火器
- 住宅用消火器